# Крикун, Ефим Васильевич
Ефим Васильевич Крикун (7 января 1924, Котюржинцы, Хмельницкая область — 3 марта 2011, Симферополь) — советский и украинский архитектор, художник и писатель

. Участник Великой Отечественной войны. Заслуженный архитектор Автономной Республики Крым (2000). 

## Биография
Родился 7 января 1924 года в крестьянской семье в с. Котюржинцы Красиловской района Хмельницкой области. Рано потерял отца, воспитывался в Красиловском детском доме. В 1941 году окончил среднюю школу, в 1944 был призван на фронт. Участвовал в освобождении Праги, взятии Берлина.
После демобилизации поступил на архитектурный факультет Киевского художественного института (мастерская В. И. Заболотного), который окончил с отличием в 1955 году. Переехав в Крым, по направлению стал работать в Симферопольском филиале института «Гипроград» (с 1970 — «КрымНИИпроект»). В 1959 году перешёл в Крымское отделение Приднепровской железной дороги в качестве помощника начальника по архитектуре и эстетике. В 1970 году вернулся на прежнее место работы: с 1970 по 1972 и с 1975 по 1980 годы — главный архитектор проекта, с 1972 по 1975 — руководитель сектора архитектуры, с 1980 по 1988 — главный специалист по архитектуре.
Автор нескольких книг об архитектуре и архитекторах Крыма. Печатался в газетах и журналах, выступал на форумах.
Писал акварельные этюды с урбанистическими мотивами, пейзажи, портреты и бытовые сценки. Принимал участие в групповых выставках крымских зодчих в выставочных залах Дома художника, Симферопольского художественного музея.
Умер 3 марта 2011 года в Симферополе.

### Семья
- Дочь — Татьяна Ефимовна Крикун-Таирова (род. 1959, Симферополь), график, живописец, художник декоративно-прикладного искусства, дизайнер интерьера[5].

## Общественная деятельность
- Член Союза архитекторов СССР (1964)
- Член Национального союза архитекторов Украины, руководитель пресс-службы Крымского отделения НСАУ (2004—2009)
- Почётный член Украинской академии архитектуры (2001)[1]
- Депутат Симферопольского городского совета[2]

## Проекты
Среди реализованных проектов:
- Пансионат железнодорожников «Прибрежный»
- Детский парк (Симферополь, 1956—1958)
- Гагаринский парк (Симферополь, 1960)
- Пригородная зона (Симферополь, 1962—1963)
- Жилые районы по Феодосийскому и Николаевскому шоссе (Симферополь, 1975—1977)
- Стоматологическая поликлиника (Симферополь, 1979)
- Генеральный план Симферополя (1980, в составе авторской группы)
- Четыре многоэтажных жилых дома на ул. Киевской (Симферополь, 1980—1985)
- Центральные части архитектурных ансамблей Алушты и Судака

## Память
В ноябре 2011 года в Симферопольском художественном музее в рамках программы «Крымские династии» прошла выставка «Осеннее созвучие», где были представлены картины и книги Ефима Крикуна, его дочери Татьяны и зятя Валерия Таировых.
В январе 2014 года в отделе документов по искусству республиканской библиотеки имени И. Я. Франко состоялся вечер памяти в честь 90-летия со дня рождения Ефима Крикуна, на котором была открыта выставка его книг, статей, акварели и графики «Крымскими дорогами».

## Награды и звания
- Медаль «За освобождение Праги» (1945)[8]
- Медаль «За победу над Германией в Великой Отечественной войне 1941—1945 гг.» (1945)[9]
- Медаль «За боевые заслуги» (1968)[10]
- Орден Отечественной войны 2-й степени (1985)[11]
- Заслуженный архитектор Автономной Республики Крым (2000) — за большой вклад в развитие архитектуры и градостроительства в Крыму, высокое профессиональное мастерство и многолетний добросовестный труд[12]
- Премия Автономной Республики Крым за 2001 год в области архитектуры (2002) — за книгу «Пам'ятники кримськотатарської архітектури»[13]